# الرقم الرقمي (لسانيات)

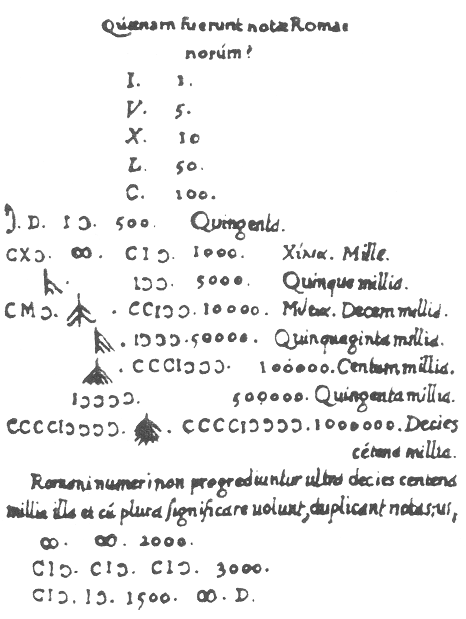

اسم العدد أو العدد (بالإنجليزية: Numeral)‏ هو واحد أو أكثر من الرموز أو الكلمات في لغة طبيعية لتمثيل رقم ما، الرقم هو مفهوم لا يمكن رؤيته بالعين. في حين أن الصوت واللهجة هي رمز هندسي يستخدم لهذا المفهوم وينظر بعين العين. في علم اللغة (اللسانيات)، يكون الرقم عضوًاً في جزء من الكلام، يتميز بتسمية الأرقام؛ بعض الأمثلة هي الكلمة «اثنين» والمركب «السابع والسبعين». تعمل الأرقام عادةً كإسم مثلاً «اثنا عشر»، أو كصفة مثلاً «الأول» و«مفرد»، أو كظرف مثلاً «مرة واحدة»، أو كأرقام وعلاقات صريحة إلى الأرقام على سبيل المثال: الكمية أو التسلسل أو التردد أو الكسر.

## التاريخ
في البداية، تم عرض الأرقام في صف واحد، استغرق الأمر وقتاً طويلاً لكي يقوم البشر بإنشاء مؤشرات هندسية لعرض الأرقام. تمثل هذه الرموز أرقام مسبوقة برموز أخرى. في البداية، كان عد كلمات العد مرتبطًا بجنس الأشياء على سبيل المثال: اختلف مصطلح رواية خمسة رجال عن كلمة «معادة» من خمسة خيول أو خمسة أقراص. في وقت لاحق، خمسة كانت سمة مشتركة، وكانت تسمى هذه الخمسة مستقلة عن أشياء من الأشياء.

## أساس نظام العد
ليس لكل اللغات أنظمة رقمية، وعلى وجه التحديد، لا توجد حاجة كبيرة لأنظمة الأرقام بين الصيادين الذين لا ينخرطون في التجارة. العديد من اللغات في جميع أنحاء العالم لا تحتوي على أرقام أكثر من اثنين إلى أربعة - أو على الأقل لم تكن قبل الاتصال بالمجتمعات الاستعمارية - والمتحدثون بهذه اللغات قد لا يكون لديهم تقاليد في استخدام الأرقام التي لديهم للعد. في الواقع، تم الإبلاغ عن عدة لغات من الأمازون بشكل مستقل ليس لها أي عدد محدد غير «واحد». 